# Glomaline
La glomaline est une glycoprotéine produite en abondance sur les hyphes et les spores des champignons mycorhiziens à arbuscules dans le sol et dans les racines.
Plusieurs études montrent que la glomaline influence la structure du sol,,. Elle imprègne ce dernier, stabilisant les agrégats de particules fines à la manière de la colle biologique (en) secrétée par les bactéries telluriques. Ceci jouerait un rôle déterminant dans la fertilité des sols et dans la limitation du lessivage. 
La glomaline a été récemment identifiée comme un artefact de laboratoire. Marc-André Sélosse, spécialiste des champignons du sol dit en aparté d'une conférence à Laval en janvier 2022 "la glomaline est un artéfact de laboratoire, on ne comprenait pas bien pourquoi les champignons auraient fait une si grande quantité de matière organique, il faut oublier la glomaline".

## Découverte
La glomaline a été découverte en 1996 par Sara F. Wright, qui l'a nommée d'après l'ordre de champignons des Glomales.

## Caractéristiques
La glomaline est une glycoprotéine hydrophobe thermotolérante qui serait homologue à la  protéine de choc thermique 60 (heat shock protein).
En tant que glycoprotéine, la glomaline stocke du carbone sous forme de protéines et de glucides (en particulier le glucose). Elle porte aussi des ions métalliques, qui varient selon la composition du sol.
La glomaline est une combinaison d'une protéine fongique et de polysaccharides issus d'exsudats racinaires, sécrétée par les  champignons mycorhiziens arbusculaires  associés aux racines de plusieurs espèces végétales.

## Rôle écologique
La glomaline se décompose lentement, ce qui fait en sorte qu'elle s'accumule dans le sol. Elle contient 27 % du carbone séquestré dans les sols de la  planète,.
Dans le sol, la glomaline stabilise les agrégats de particules fines comme celles de limon, de sable et d'argile. Les agrégats du sols, en plus de renfermer du carbone organique, contribuent à la rétention de l'eau et des minéraux, de même qu'à l'aération du sol. Comme la glomaline favorise ces qualités, elle est donc intimement liée à la fertilité des sols.
Aussi, des études tendent à démontrer que la glomaline aurait une influence sur les éléments toxiques contenus dans certains sols,, notamment en  chélatant les  métaux lourds. Plus de recherche est nécessaire, mais l'on peut penser à des applications de cette glycoprotéine dans la décontamination des sols.